# Școala Națională de Medicină Veterinară din Alfort
Fondată în 1765 la inițiativa avocatului Claude Bourgelat, își începe activitatea în anul următor, primul profesor fiind anatomistul Honoré Fragonard (1732–1799). Instituția este situată pe bulevardul Général de Gaulle, nr. 7, Maisons-Alfort, Val-de-Marne, Île-de-France, Franța.
În prezent, școala numără aproximativ 600 studenți, 75 cadre didactice și 45 cercetători. Școala mai are și un muzeu (Muzeul Fragonard din Alfort Arhivat în 25 mai 2008, la Wayback Machine.) și o grădină botanică (Grădina botanică a Școlii Naționale de Medicină Veterinară din Alfort Arhivat în 3 septembrie 2012, la Wayback Machine.), ambele deschise publicului.